# Gu Xiulian
Gu Xiulian (chinesisch 顾秀莲, Pinyin Gù Xiùlián; * Dezember 1936 in Nantong, Jiangsu) ist eine chinesische Politikerin der Kommunistischen Partei Chinas (KPCh), die unter anderem zwischen 1983 und 1989 Gouverneurin von Jiangsu, von 1989 bis 1998 Ministerin für Chemieindustrie sowie zwischen 2003 und 2008 Präsidentin der All-Chinesischen Frauenvereinigung (ACWF) war. Sie fungierte zudem zwischen 2003 und 2008 als Vize-Vorsitzende des Ständigen Ausschusses des Nationalen Volkskongresses.

## Leben
Gu Xiulian, eine Angehörige der Han-Chinesen, war zunächst Arbeiterin in verschiedenen Fabriken und wurde Mitte der 1960er Jahre Mitarbeiterin im Ministerium für Textilindustrie. 1972 wurde sie zunächst Vize-Ministerin in der Staatlichen Kommission für Familienplanung sowie im Anschluss 1973 Vize-Vorsitzende der Staatlichen Planungskommission. Auf dem XI. Parteitag 1977 wurde sie zunächst Kandidatin sowie auf dem XII. Parteitag 1982 Mitglied des Zentralkomitee der Kommunistischen Partei Chinas (ZK), dem sie bis 2002 angehörte. 1982 kehrte sie in ihre Heimatprovinz Jiangsu zurück und war dort bis 1989 sowohl Vorsitzende der Kommission zur Erneuerung der Wirtschaft als auch Vize-Sekretärin des Provinzkomitees der KPCh. Im April 1983 wurde sie als Nachfolgerin von Han Peixin zudem auch Gouverneurin von Jiangsu und bekleidete diesen Posten bis zu ihrer Ablösung durch Chen Huanyou im April 1989. Sie war damit die erste Frau, die das Amt als Gouverneur einer Provinz bekleidete.
1989 löste Gu Xiulian Qin Zhongda als Ministerin für Chemieindustrie ab und bekleidete dieses Amt bis zur Auflösung des Ministeriums 1998. Zugleich war sie in Personalunion zwischen 1989 und 1998 Sekretär der Parteigruppe des Ministeriums für Chemieindustrie. 1998 wurde sie Mitglied des Nationalen Volkskongresses. Sie war zwischen 1998 und 2003 Vizepräsidentin der All-Chinesischen Frauenvereinigung (ACWF) und wurde 1999 ferner Vizepräsidentin des Chinesischen Frauenentwicklungsfonds (CWDF). 2003 übernahm sie als Nachfolgerin von Peng Peiyun die Funktion als Präsidentin der All-Chinesischen Frauenvereinigung und übte diese bis zu ihrer Ablösung durch Chen Zhili 2008 aus. Sie fungierte zudem zwischen 2003 und 2008 als Vize-Vorsitzende des Ständigen Ausschusses des Nationalen Volkskongresses.